# Liriomyza deficiens
Liriomyza deficiens este o specie de muște din genul Liriomyza, familia Agromyzidae, descrisă de Friedrich Georg Hendel în anul 1931.
Este endemică în Austria. Conform Catalogue of Life specia Liriomyza deficiens nu are subspecii cunoscute.